# مداواة طبيعية

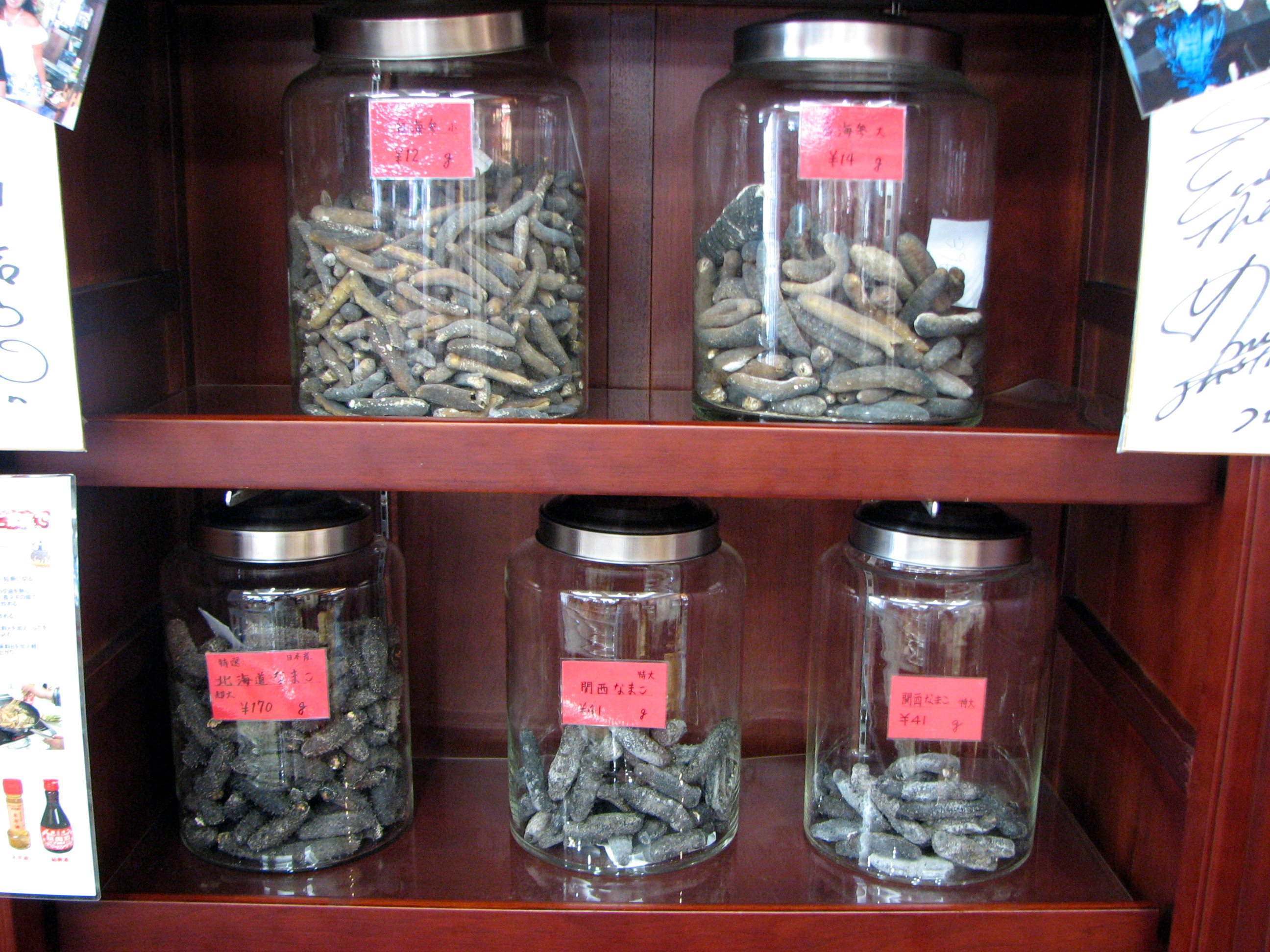
خيار البحر في برطمان بصيدلية صينية.

العلاج بالمداواة الطبيعية، أو المداواة الطبيعية، هو أحد أنواع الطب البديل يعتمد على الإيمان بالمذهب الحيوي، الذي يفترض أن هناك طاقة خاصة يطلق عليها اسم الطاقة الحيوية أو القوة الحيوية التي تقود العمليات الجسدية مثل الأيض والتكاثر والنمو والتكيف. ويفضل العلاج بالمداواة الطبيعية الأسلوب الشامل من خلال العلاج بدون التدخل الجراحي من خلال عدم استخدام الجراحة والعقاقير إلا في أضيق الحدود.
والمصطلح "naturopathy" الذي يعني العلاج بالمداواة الطبيعية باللغة العربية مشتق من اللغتين اليونانية واللاتينية، ومعناه الحرفي «أمراض الطبيعة». لقد نبع العلاج بالمداواة الطبيعية المعاصر من حركة العلاج بالطبيعة التي انتشرت في أوروبا. وقد تم وضع هذا المصطلح في عام 1895 على يد جون شيل (John Scheel) وتم نشره من خلال بينيدكت لاست Benedict Lust)، والذي يعد «الأب الروحي للعلاج بالمداواة الطبيعية الأمريكي». ومنذ السبعينيات من القرن العشرين، حدث إحياء للاهتمام في الولايات المتحدة وكندا بالإضافة إلى حركة الصحة الشاملة.
ويتم تقسيم ممارسي المداواة الطبيعية إلى مجموعتين، أطباء العلاج الطبيعي التقليدي وأطباء المداواة الطبيعية. يعتمد أطباء العلاج بالمداواة الطبيعية على مفاهيم العلاج بالمداواة الطبيعية في سياق الممارسات الطبية التقليدية. ويشتمل العلاج بالمداواة الطبيعية على العديد من وسائل العلاج المختلفة التي تلقى مستويات قبول متنوعة لدى مجتمع الطب التقليدي، وتتراوح هذه الوسائل العلاجية من وسائل العلاج القياسية القائمة على البراهين وحتى أسلوب معالجة المثلية وغيرها من الممارسات التي يتم تصنيفها في بعض الأحيان على أنها علم كاذب (pseudoscience).
وتتم ممارسة العلاج بالمداواة الطبيعية في عدة دول قليلة، حيث تتركز ممارسته في الولايات المتحدة وكندا، [تحقق من المصدر]وهو يعتمد على معايير تنظيمية ومستويات قبول مختلفة. ويختلف نطاق الممارسة بشكل كبير بين نطاقات الاختصاص المختلفة، ويمكن أن يستخدم أطباء العلاج بالمداواة الطبيعية الاسم «طبيب علاج بالمداواة الطبيعية» أو تسميات أخرى بغض النظر عن مستوى التعليم.
ويتعارض الفكر والأسس المنهجية للعلاج بالمداواة الطبيعية مع نموذج الطب القائم على البراهين (EBM). وقد عارض العديد من أطباء المداواة بالعلاج الطبيعي التلقيح المعتمد في جزء منه على وجهات النظر المبكرة التي حددت شكل المهنة.
وحسب جمعية السرطان الأمريكية، «لا تدعم الأدلة العلمية المتاحة الادعاءات التي تقول بأن طب العلاج بالمداواة الطبيعية يمكن أن يعالج السرطان أو أي أمراض أخرى، حيث إنه لا توجد أية دراسات حول العلاج بالمداواة الطبيعية بشكل كامل تم نشرها على أرض الواقع.»

## معرض صور

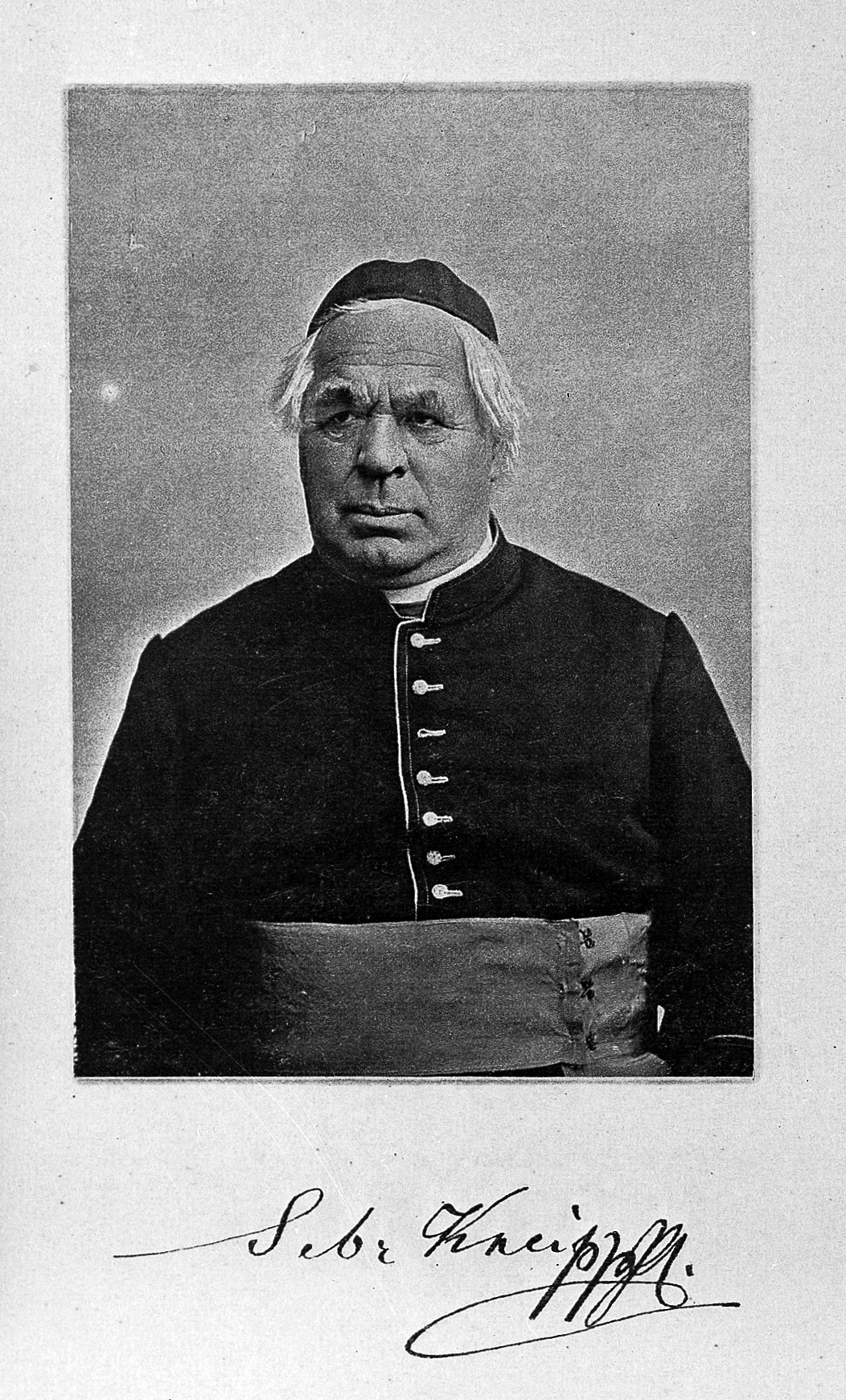
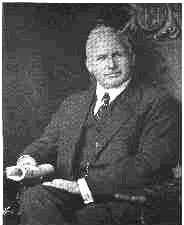
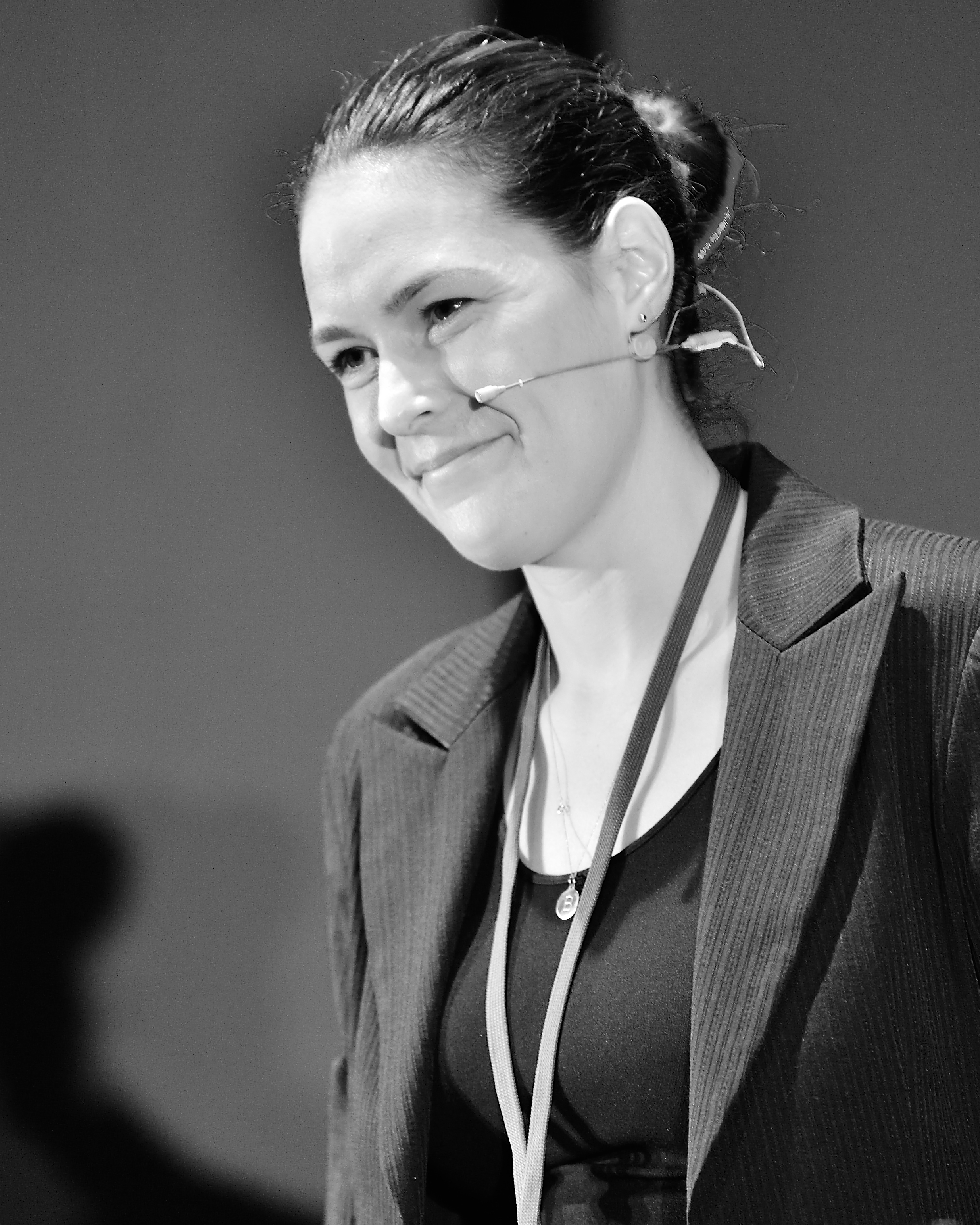

## وصلات خارجية
- American Naturopathic Medical Association
- American Association of Naturopathic Physicians
- مداواة طبيعية على مشروع الدليل المفتوح
- Profile of Profession: Naturopathic Practice PDF (312 Kb) at UCSF Center for the Health Professions
- Council on Naturopathic Medical Education
- Canadian Association of Naturopathic Physicians
- Natural Medicines Comprehensive Database: Unbiased, Scientific Clinical Information on Complementary, Alternative, and Integrative Therapies
- World General Federation of Natural Medicine Societies (WGFNMS) نسخة محفوظة 11 أكتوبر 2011 على موقع واي باك مشين.